# Găinaț de porumbel
Găinaț de porumbelul este o marfă (eventual un produs de mâncare) al cărui preț escaladase în timpul unei foamete din Samaria care a fost descrisă în 2 Regi 6:25 (sau 2 Împărați), când orașul a fost asediat de armatele siriene ( Aram-Damasc). Narațiunea descrie cum, în timpul asediului Samariei de către regele sirian Ben-Hadad, un sfert de cab din „găinațul porumbelului” era vândut pentru cinci sicli din argint. În același timp, un cap de măgar  era vândut pentru optzeci de sicli de argint. 
„În Samaria a fost o mare foamete și atât de mult au strâmtorat-o încât un cap de măgar prețuia optzeci de sicli de argint și un sfert de cab de găinaț de porumbel, cinci sicli de argint”—2 Împărați, 6: 25
A existat o dezbatere considerabilă în legătură cu sensul real al acestor cuvinte. Traducerile Bibliei au variat de la varianta standard cu sintagma „găinațul porumbelului” la „păstăi de semințe” și „ceapă sălbatică”. 
Biblia de la Geneva sugerează că găinațul era folosit drept combustibil pentru foc. Istoricul evreu Iosephus a sugerat că găinațul de porumbel ar fi putut fi folosit ca înlocuitor al sării. O perspectivă alternativă este aceea că „găinațul porumbelului” a fost un nume popular pentru alte produse alimentare, cum ar fi Steaua din Betleem  sau Falafel. O a treia opțiune, bazată pe modificarea textului ebraic, este că pasajul se referă, de fapt, la fructul roșcovului (Ceratonia siliqua).